# شهرستان گانگو
شهرستان گانگو (به لاتین: Gangu County) یک منطقهٔ مسکونی در چین است که در تیانشوی واقع شده‌است.